# Бон-Хомм
Бон-Хомм (англ. Bon Homme County) — округ в штате Южная Дакота, США. Административный центр округа — Тиндалл. Самый крупный город — Спрингфилд. По данным переписи за 2010 год число жителей округа составляло 7070 человек.
Бон-Хомм был создан в 1862 году. Название «Бон-Хомм» было впервые использовано в Льюисом и Кларком в 1804 году для острова на реке Миссури. Когда поселенцы прибыли на территорию округа, они приняли это название для округа.

## География
По данным Бюро переписи населения США округ имеет общую площадь в 1506 км2, из которых суша составляет 1460 км2 и 46,6 км2 составляет вода.

### Транспорт
Через округ проходят:
- Дорога 25 штата Южная Дакота[англ.].
- Дорога 37 штата Южная Дакота[англ.].
- Дорога 46 штата Южная Дакота[англ.].
- Дорога 50 штата Южная Дакота[англ.].
- Дорога 42 штата Южная Дакота[англ.].

## Население
| Год переписи | Нас.  |  | %±     |
| ------------ | ----- |  | ------ |
| 1870         | 608   |  | —      |
| 1880         | 5468  |  | 799,3% |
| 1890         | 9057  |  | 65,6%  |
| 1900         | 10379 |  | 14,6%  |
| 1910         | 11061 |  | 6,6%   |
| 1920         | 11940 |  | 7,9%   |
| 1930         | 11737 |  | −1,7%  |
| 1940         | 10241 |  | −12,7% |
| 1950         | 9440  |  | −7,8%  |
| 1960         | 9229  |  | −2,2%  |
| 1970         | 8577  |  | −7,1%  |
| 1980         | 8059  |  | −6%    |
| 1990         | 7089  |  | −12%   |
| 2000         | 7260  |  | 2,4%   |
| 2010         | 7070  |  | −2,6%  |
| 2016         | 6984  |  | −1,2%  |

В 2010 году на территории округа проживало 7070 человек (из них 58,4 % мужчин и 41,6 % женщин), насчитывалось 2457 домашних хозяйств и 1572 семей. Расовый состав: белые — 89,8 %, афроамериканцы — 1,0 %, коренные американцы — 7,1 % и представители двух и более рас — 1,4 %. 1,8 % населения были латиноамериканцами.
Население округа по возрастному диапазону по данным переписи 2010 года распределилось следующим образом: 26,8 % — жители младше 18 лет, 1,8 % — между 18 и 21 годами, 51,5 % — от 21 до 65 лет и 19,9 % — в возрасте 65 лет и старше. Средний возраст населения — 43,2 лет. На каждые 100 женщин в Бон-Хомме приходилось 140,4 мужчин, при этом на 100 совершеннолетних женщин приходилось уже 151,3 мужчины сопоставимого возраста.
Из 2457 домашних хозяйств 64,0 % представляли собой семьи: 55,7 % совместно проживающих супружеских пар (18,6 % с детьми младше 18 лет); 5,5 % — женщины, проживающие без мужей и 2,8 % — мужчины, проживающие без жён. 36,0 % не имели семьи. В среднем домашнее хозяйство ведут 2,24 человека, а средний размер семьи — 2,84 человека. В одиночестве проживали 32,8 % населения, 17,0 % составляли одинокие пожилые люди (старше 65 лет).

## Экономика
В 2015 году из 5917 трудоспособных жителей старше 16 лет имели работу 2881 человек. В 2014 году медианный доход на семью оценивался в 62 984 $, на домашнее хозяйство — в 48 023 $. Доход на душу населения — 23 359 $. 5,3 % от всего числа семей в Бон-Хомме и 10,8 % от всей численности населения находилось на момент переписи за чертой бедности.